# Mimosa camporum
Mimosa camporum es una especie de arbusto en la familia de las Fabaceae. 

## Descripción
Son herbáceas a sufruticosas erectas o decumbentes, que alcanzan un tamaño de 0.2–0.5 m de alto, con las ramas estriadas a teretes, tomentulosas y largamente híspidas a glabras, con aguijones dispuestos irregularmente en los entrenudos o inermes. Pinnas 2–8 pares; folíolos 6–22 pares, oblicuamente lineares a linear-oblongos, 2–7 mm de largo y 0.7–1.5 mm de ancho, ápice agudo a mucronado u obtuso, margen largamente híspido, glabros en ambas superficies; pecíolos inermes a ligeramente espinosos, estípulas ampliamente lanceoladas, híspidas, estriadas. Cabezuelas globosas, axilares, brácteas de igual longitud o más largas que la corola; cáliz campanulado, 1/5 de la longitud de la corola, glabro, margen escasamente ciliado; corola 4-lobada, glabra, rosada a purpúrea; estambres 8. Fruto oblongo, 0.5–1.5 cm de largo y 3–6 mm de ancho, con 1–3 artículos, ápice agudo a acuminado, valvas y margen tomentulosos y largamente setosos, sésil; semillas lenticulares, 2.5–3.2 mm de largo, 2–2.5 mm de ancho y 1–1.5 mm de grueso, la testa lisa, café obscura, la línea fisural 3/4 de la longitud de la semilla.

## Distribución y hábitat
Es una especie común, que se encuentra en lugares abiertos, en potreros, bordes de bosques y en sabanas, desde México a Costa Rica, Colombia, Venezuela, Surinam, Guyana y Brasil.

## Taxonomía
Mimosa camporum fue descrita por George Bentham  y publicado en Journal of Botany, being a second series of the Botanical Miscellany 2(11): 130. 1840.
Etimología
Mimosa: nombre genérico derivado del griego μιμος (mimos), que significa "imitador"
camporum: epíteto latino 
Sinonimia
- Mimosa aeschynomenes Benth.
- Mimosa flavescens Splitg.
- Mimosa flaviseta Benth.
- Mimosa martensis Britton & Killip
- Mimosa martensis Britton & Rose
- Mimosa pusilla Benth.[3]